# Без кајања (филм)
Без кајања (енгл. Without Remorse), познат и као Без кајања Тома Кленсија (енгл. Tom Clancy's Without Remorse) амерички је акциони трилер филм који се делимично заснива на истоименом роману Тома Кленсија из 1993. године. Режирао га је Стефано Солима, а сценарио су написали Тејлор Шеридан и Вил Стејплес. У главним улогама су: Мајкл Бакари Џордан, Џејми Бел, Џоди Тарнер-Смит, Лук Мичел, Џек Кеси, Брет Гелман, Лорен Лондон, Колман Доминго и Гај Пирс. Радња филма је о Џону Келију, америчком маринцу који намерава да се освети пошто је руски убица убио његову трудну супругу и припаднике јединице.
Филм је првобитно продуцирао и заказао за биоскопско издање филмски студио Paramount Pictures. Међутим, издање је одложено, а филм је потом купио Amazon Studios, који га је дигитално издао 30. априла 2021. на Amazon Prime Video-у. Добио је мешовите рецензије критичара, који су похвалили Џорданову изведбу, али су филм назвали генеричким.

## Улоге
| Глумац              | Улога                                     |
| ------------------- | ----------------------------------------- |
| Мајкл Бакари Џордан | Џон Кели                                  |
| Џејми Бел           | Роберт Ритер                              |
| Џоди Тарнер-Смит    | старија поручница бојног брода Карен Грир |
| Лук Мичел           | Роуди Кинг                                |
| Џек Кеси            | Тандер                                    |
| Брет Геламан        | Виктор Риков                              |
| Лорен Лондон        | Пам Кели                                  |
| Колман Доминго      | Пастор Вест                               |
| Гај Пирс            | министар одбране Томас Клеј               |
| Џејкоб Сципион      | Хатчет                                    |
| Кам Жиганде         | Кит Веб                                   |
| Тод Ласанс          | Далас                                     |
| Луси Расел          | Сара Дилард                               |
| Мераб Нинидзе       | Андреј Васиљев                            |